# Joseph Butler
Joseph Butler, född 18 maj 1692 i Wantage i det engelska grevskapet Berkshire (dagens Oxfordshire), död 16 juni 1752 i Bath, var en engelsk teolog, apologet och filosof. Han var också präst och biskop inom Engelska kyrkan. Butler är bland annat känd för sin kritik av Thomas Hobbes syn på egoism och John Lockes teori om personlig identitet. Butler influerade både under och efter sitt liv många filosofer, bland dem David Hume, Thomas Reid och Adam Smith.

## Biografi
Butler var son till presbyterianskt troende föräldrar, och utbildades vid dissenterskolor för en tjänst inom den kyrkan. Efter att ha brevväxlat med en anglikansk teolog och filosof vid namn Samuel Clarke bestämde han sig 1714 för att tillhöra Engelska kyrkan, och började studiera vid Oriel College vid Oxfords universitet, där han avlade Bachelor of Artsexamen 1718 och utsågs till doktor i civilrätt 1733.
Han vigdes till diakon och strax därefter präst 1718, och efter att ha innehaft ett flertal tjänster blev han kyrkoherde i Durham. Butler biskopvigdes till tjänst som biskop av Bristols stift 1738. Från 1740–1750 var han även dekan för Sankt Paulskatedralen i London. Han lämnade Bristol och Sankt Pauls när han 1750 överfördes till ämbetet som biskop av Durhams stift.
Butler avled 1752 och är begravd i Katedralen i Bristol.

## Filosofi
Butler hävdade att samvetet är den moraliska grundprincipen. När samvetet avgör huruvida en handling är rätt eller inte, beaktar det avsikten med handlingen och inte handlingens faktiska verkningar. Samvetet befaller oss därpå att utföra den rätta handlingen och undvika den orätta. Enligt Butler ser sedan Gud till att den rätta handlingen leder till de konsekvenser som den handlande avsåg.
I The analogy of religion (1736) försökte Butler att försvara religionens lärosatser mot deisternas angrepp. Hans argument går ut på att liksom vi i alla kunskapsfrågor måste nöja oss med ofullständiga bevis och sannolikheter, får vi inte avvisa de religiösa dogmerna på grund av att det är mycket i dem som vi inte förstår.

## Verk
- Several letters to the Reverend Dr. Clarke, 1716, 1719, 1725
- Fifteen sermons preached at the Rolls Chapel, 1726, 1729, 1736, 1749, 1759, 1765, 1769, 1774, 1792
- The analogy of religion, 1736, 1740, 1750, 1754, 1764, 1765, 1771, 1775, 1785, 1788, 1791, 1793, 1796, 1798
- A sermon preached before the Incorporated Society for the Propagation of the Gospel in Foreign Parts, 1739
- A sermon preached before the Right Honourable the Lord-Mayor, 1740
- A sermon preached before the House of Lords, 1741, 1747
- A sermon preached in the parish-church of Christ-Church, London, 1745
- A sermon, preached before His Grace Charles Duke of Richmond, Lenox, and Aubigny, president, 1748, 1751
- Six sermons preached upon publick occasions, 1749
- A catalogue of the libraries [...], 1753
- A charge delivered to the clergy at the primary visitation of the diocese of Durham, 1751, 1786